# Римувана рецепта
Римуваната рецепта е готварска рецепта, изразена под формата на стихотворение в рими. Днес главно повод за любопитство, през ранния XIX и късния XX век римуваните рецепти са често срещана хитрина в полза на домакините, благодарение на която те запомняли как се приготвя желано ястие.
Английският писател и духовник Сидни Смит написва такава рецепта за салатен дресинг, която става известна на мнозина американски готвачи, в това число дори и наизустявана, след като Мериън Харланд я помества в своя готварска книга.